# Diocesi di Sulmona-Valva

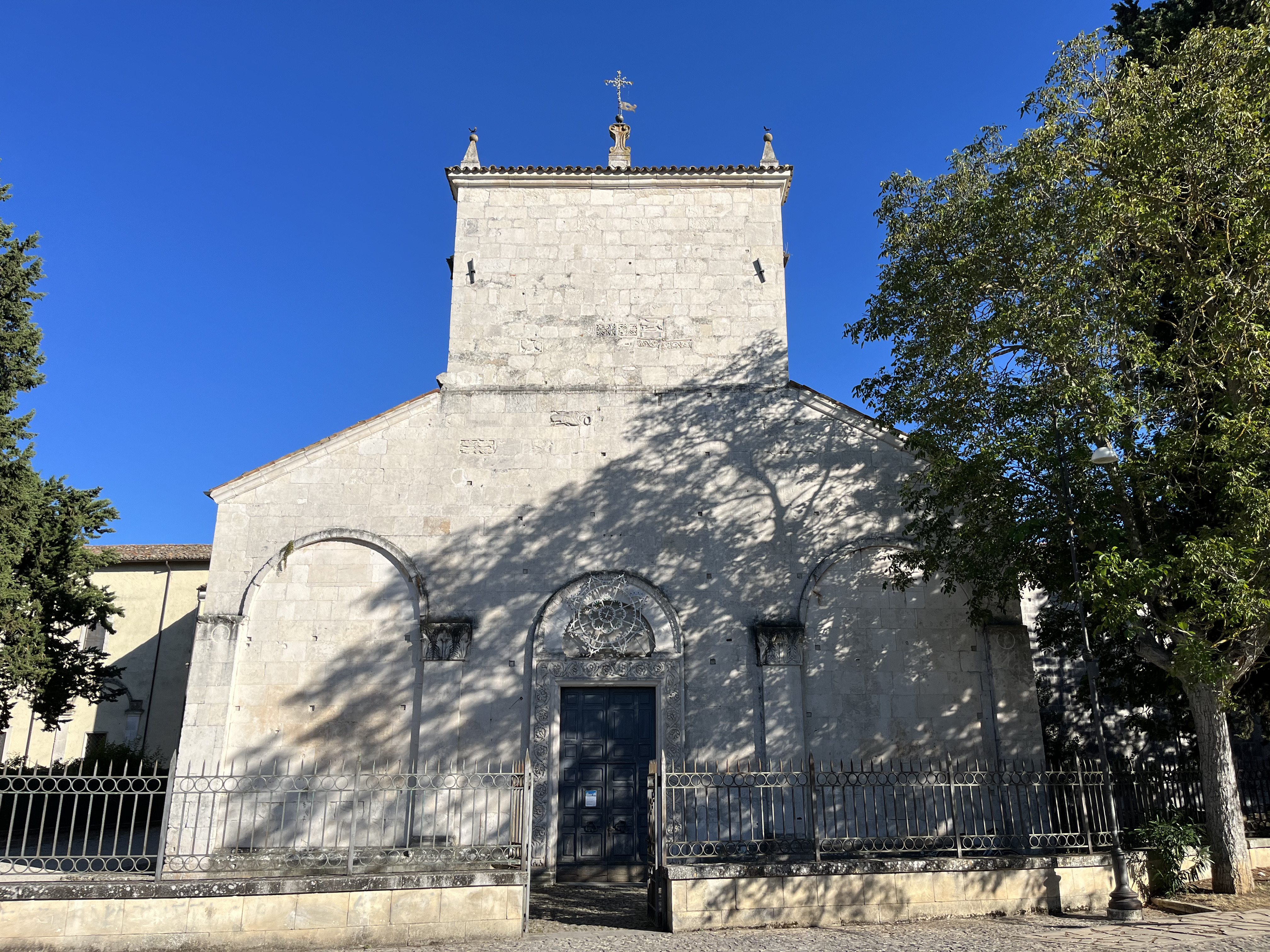
La concattedrale di San Pelino.

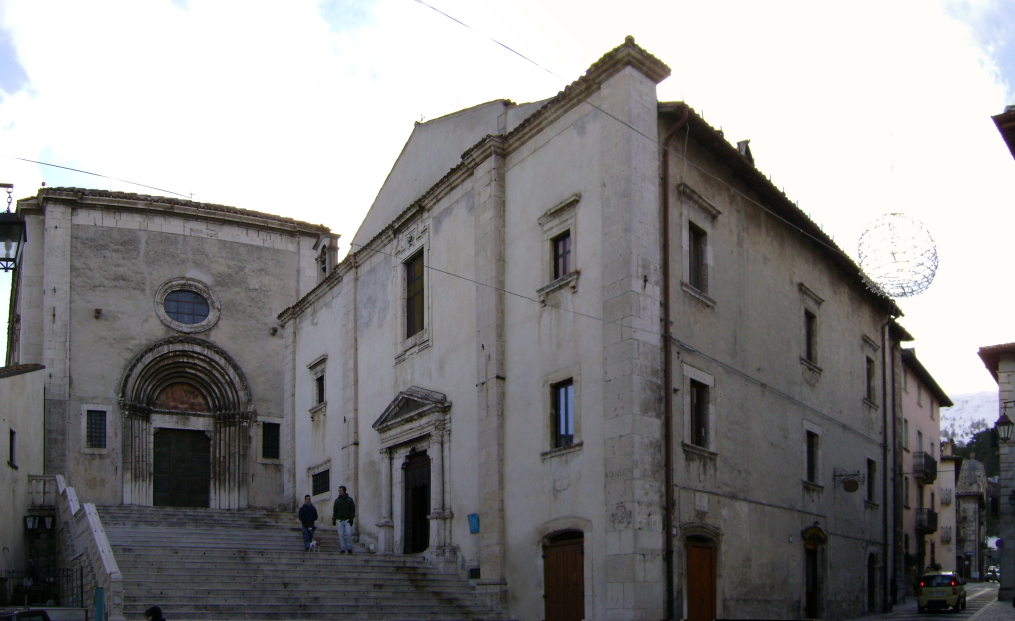
La basilica di Santa Maria del Colle (a sinistra) a Pescocostanzo.

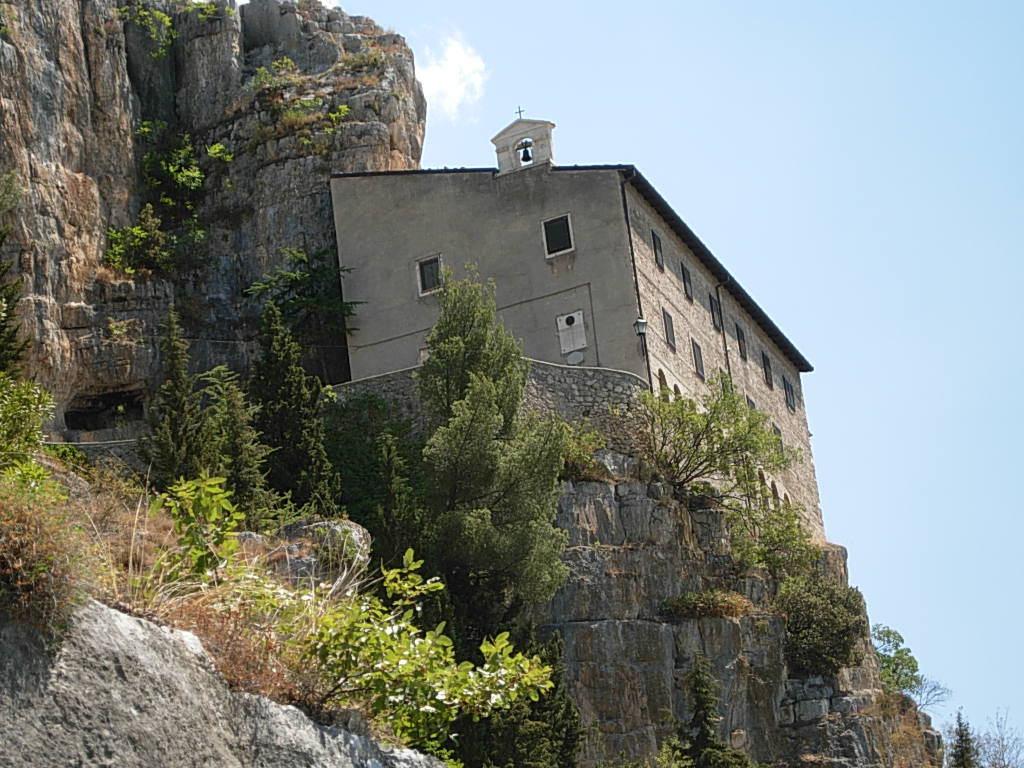
L'eremo di Sant'Onofrio al Morrone a Sulmona.

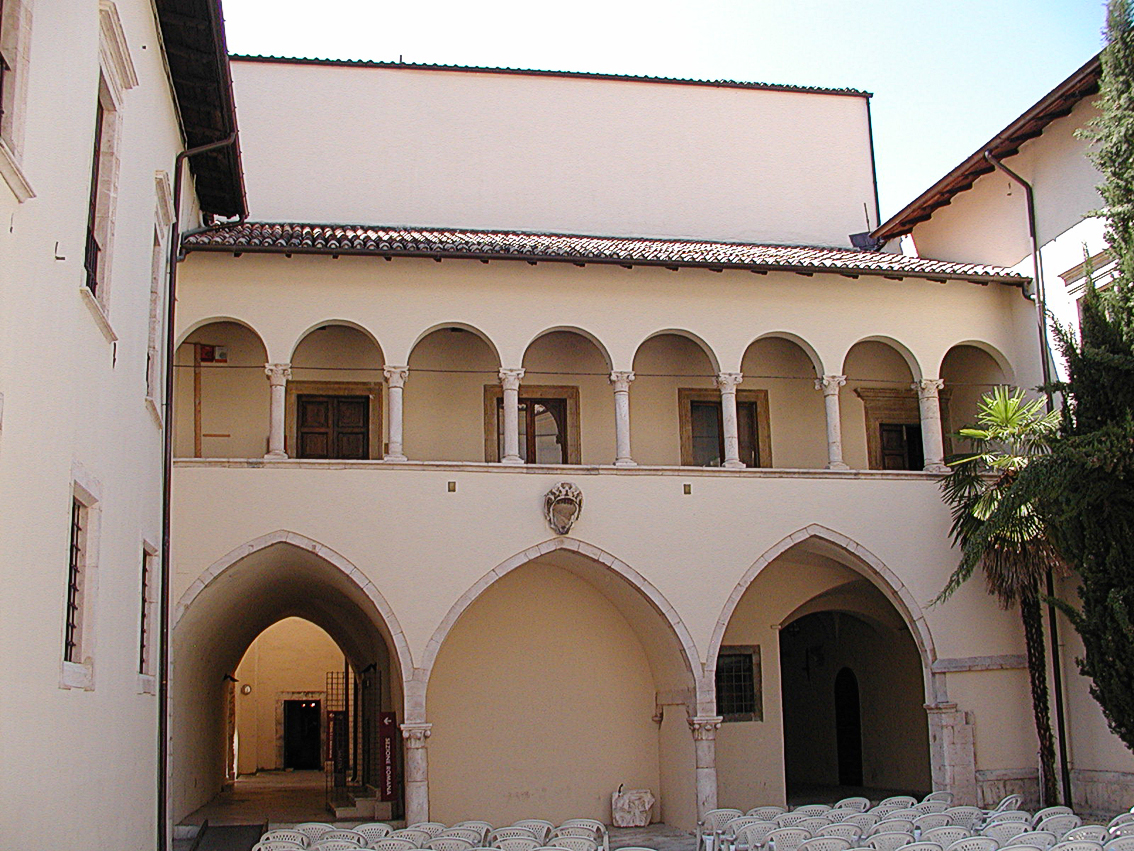
Il monastero di Santa Chiara di Sulmona, sede del museo diocesano.

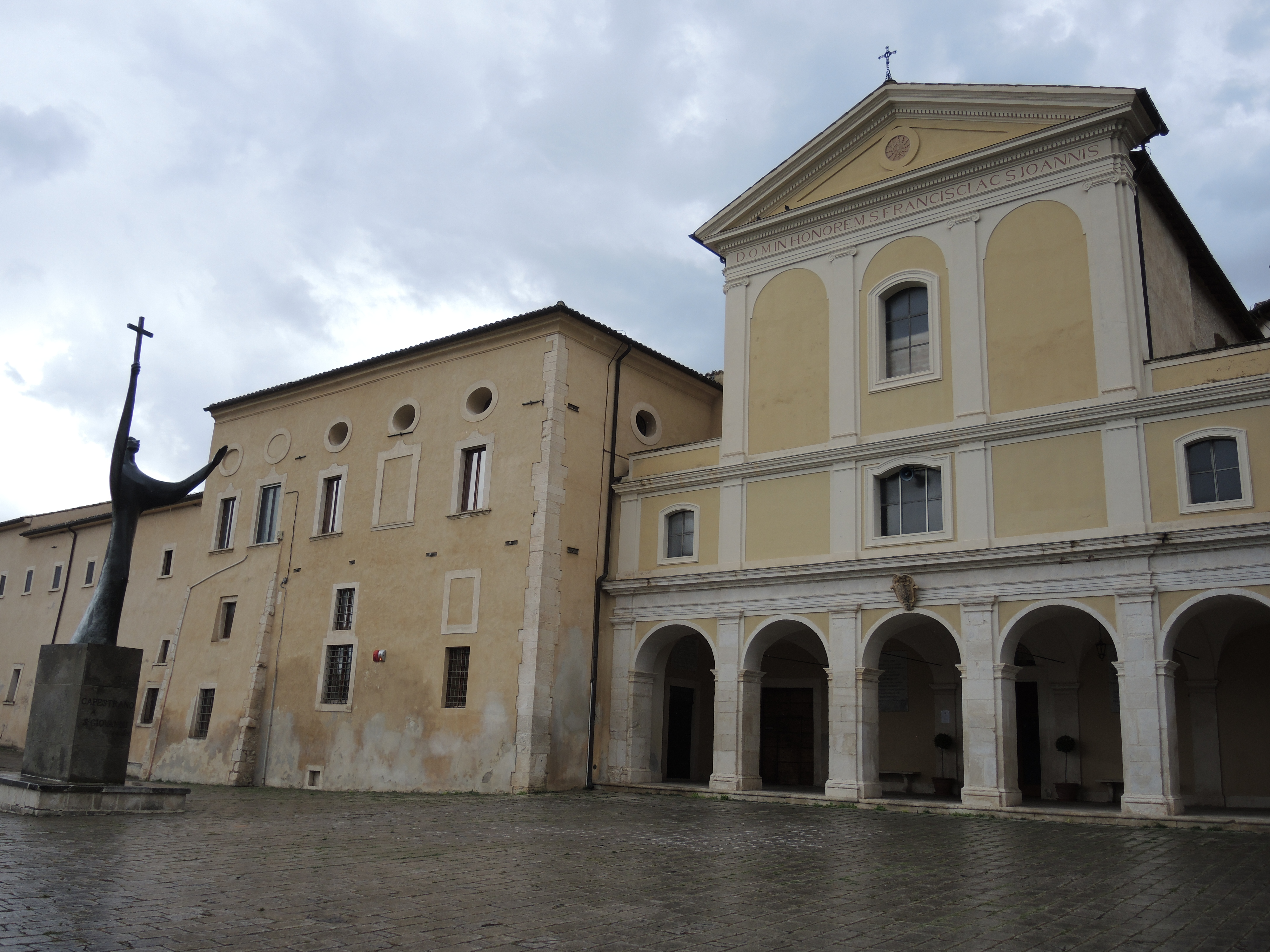
Chiesa e convento di San Francesco a Capestrano, fondato da san Giovanni da Capestrano nel 1447.

La diocesi di Sulmona-Valva (in latino Dioecesis Sulmonensis-Valvensis) è una sede della Chiesa cattolica in Italia suffraganea dell'arcidiocesi dell'Aquila appartenente alla regione ecclesiastica Abruzzo-Molise. Nel 2022 contava 78.842 battezzati su 79.681 abitanti. È retta dal vescovo Michele Fusco.

## Territorio
Il territorio diocesano comprende 49 comuni abruzzesi:
- 43 in provincia dell'Aquila (valle Peligna): Alfedena, Anversa degli Abruzzi, Ateleta, Barrea, Bugnara, Calascio, Campo di Giove, Cansano, Capestrano, Carapelle Calvisio, Castel del Monte, Castel di Ieri, Castel di Sangro, Castelvecchio Calvisio, Castelvecchio Subequo, Civitella Alfedena, Cocullo, Corfinio, Gagliano Aterno, Goriano Sicoli, Introdacqua, Molina Aterno, Ofena, Pacentro, Pescocostanzo, Pettorano sul Gizio, Pratola Peligna, Prezza, Raiano, Rivisondoli, Rocca Pia, Roccacasale, Roccaraso, San Benedetto in Perillis, Santo Stefano di Sessanio, Scanno, Scontrone, Secinaro, Sulmona, Villa Santa Lucia degli Abruzzi, Villalago, Villetta Barrea e Vittorito;
- 4 in provincia di Chieti: Gamberale, Palena, Pizzoferrato e Quadri;
- 2 in provincia di Pescara: Popoli Terme e Bussi sul Tirino.

Sede vescovile è la città di Sulmona, dove si trova la cattedrale di San Panfilo; a Corfinio si trova la concattedrale di San Pelino. Nel centro storico di Pescocostanzo sorge la basilica minore di Santa Maria del Colle.
Il territorio si estende su 1.815 km² ed è suddiviso in 76 parrocchie, raggruppate in 5 vicariati: Sulmona, Introdacqua, Castel di Sangro, Corfinio e Popoli Terme.

### Santuari ed eremi
Nel territorio diocesano sorgono diversi santuari ed eremi:
- santuario della Madonna del Lago a Scanno;
- santuario della Madonna della Portella a Rivisondoli;
- santuario della Madonna della Libera a Pratola Peligna;
- santuario di Santa Gemma a Goriano Sicoli;
- santuario di San Domenico Abate a Cocullo;
- santuario della Madonna dell'Eremita a Castel di Sangro;
- santuario di San Giovanni Capestrano a Capestrano;
- eremo di Sant'Onofrio al Morrone a Sulmona;
- eremo di San Domenico Abate a Villalago;
- eremo di San Venanzio a Raiano.

## Istituti religiosi
Istituti religiosi maschili
- Ordine dei frati minori
- Ordine dei frati minori conventuali
- Società di Maria
- Famiglia dei Discepoli
- Congregazione di San Giovanni Battista Precursore
- Congregazione missionaria di Sant'Ignazio di Antiochia

Istituti religiosi femminili
- Suore della carità di Santa Giovanna Antida Thouret
- Suore della Presentazione di Maria Santissima
- Missionarie della Dottrina Cristiana
- Suore della Sacra Famiglia di Bergamo
- Figlie dei Sacri Cuori di Gesù e di Maria
- Figlie di Maria Ausiliatrice
- Maestre pie Filippini
- Suore francescane missionarie di Gesù Bambino
- Suore oblate del Sacro Cuore di Gesù
- Suore figlie del Cuore eucaristico, Istituto Sant'Orsola
- Figlie di Maria, Madre della Misericordia
- Suore della Visitazione

## Storia
Le città di Sulmona e Valva (l'antica Corfinium, capitale dei popoli italici durante la guerra sociale, oggi Corfinio) risultano essere sedi vescovili almeno a partire dalla fine del V secolo. La tradizione attribuisce la fondazione della diocesi di Valva a san Feliciano, martire a Foligno nel 249. Due vescovi distinti, Geronzio di Valva e Palladio di Sulmona, sono menzionati sul finire del V secolo, il primo documentato nell'epistolario di papa Gelasio I (492-496), il secondo noto per la sua partecipazione al concilio romano indetto da papa Simmaco nel 499.
Successivamente, per alcuni secoli, non si hanno più notizie di queste due diocesi, a causa delle devastazioni operate dalle invasioni prima dei Goti e poi dei Longobardi, che portò alla scomparsa di diverse sedi episcopali italiane. In questo contesto venne meno anche la diocesi di Ofena, il cui territorio più tardi si troverà inglobato in quello della diocesi di Valva.
A partire dal VII secolo le due diocesi si trovano unite, con un unico vescovo a reggere entrambe le sedi. Questa unione fu sancita ufficialmente da bolla di papa Leone IX al vescovo Domenico, che fu riconosciuto titolare sia della sede di San Pelino (Valva) che di quella di San Panfilo (Sulmona). Con la stessa bolla il pontefice determinò i confini delle due diocesi, che d'ora in avanti dovevano avere un solo vescovo, eletto dai due capitoli.
Questa decisione tuttavia fu causa di una lunga diatriba fra i capitoli delle due cattedrali, che pretendevano ognuno di avere il diritto esclusivo di elezione del vescovo. Questo conflitto trovò il suo apice nel 1229, quando i sulmonesi attaccarono manu militari Corfinio distruggendo l'episcopio e il castello, sottraendo le reliquie di San Pelino e catturando il vescovo Nicola, trascinato con la forza a Sulmona. Un trattato di pace fu siglato nel 1238, con la stipulazione di un accordo fra i due capitoli.
Un altro casus belli coinvolse la diocesi di Valva e quella dell'Aquila, che pretendeva di avere giurisdizione su diversi castelli, che dipendevano dal punto di vista ecclesiastico dalla diocesi valvense, ma che dal punto di vista amministrativo civile dipendevano dalla città aquilana. La controversia, che ebbe anche momenti drammatici, fu vinta dalla diocesi aquilana, che nel 1426 annetté al proprio territorio diciotto centri, tra cui Collepietro, Bominaco, Navelli e Civitaretenga.
Nella prima metà del XVII secolo si riaccese l'antica disputa tra Valva e Sulmona; la causa fu portata a Roma prima davanti alla Congregazione del concilio e poi alla Sacra Rota che nel 1628 si decise a favore della parità di diritti di Sulmona e Valva, istituendo la doppia denominazione di "diocesi di Valva e Sulmona".
Le tensioni fra i due capitoli fu una delle cause per cui furono celebrati pochi sinodi per l'attuazione dei decreti riformatori del concilio di Trento; infatti la scelta di una sede per la celebrazione del sinodo portava inevitabilmente alla reazione dell'altra sede episcopale che era stata esclusa. Si conoscono solo sei sinodi diocesani celebrati nel 1572, 1590, 1603, 1620, 1629 e 1715 e per trovarne uno celebrato in epoca moderna bisogna arrivare al 1929, con il sinodo celebrato dal vescovo Nicola Jezzoni.
Agli inizi dell'Ottocento la diocesi visse un periodo assai lungo di sede vacante, dal 1799 al 1818, e la diocesi rischiò di venir soppressa. Svanita questa possibilità, la diocesi vide ampliato il proprio territorio con l'annessione nel 1818 di alcuni feudi che dipendevano dalla soppressa abbazia celestina di Santo Spirito al Morrone, tra cui Pratola e San Benedetto in Perillis.
Nel 1824 fu aperto a Sulmona il seminario diocesano ad opera del vescovo Felice Tiberi, che andò a sostituire quello che era stato fondato a Pentima (oggi Corfinio) nel XVIII secolo, ma che funzionò per pochi anni.
Dopo il concilio Vaticano II, con la bolla Cum cognitum del 15 agosto 1972, papa Paolo VI dispose che le diocesi di Valva e Sulmona, fino a quel momento immediatamente soggette alla Santa Sede, fossero suffraganee dell'arcidiocesi dell'Aquila, contestualmente elevata al rango di sede metropolitana.
Nel 1977 la diocesi di Sulmona ampliò il proprio territorio con l'annessione dei comuni di Pescocostanzo, Ateleta, Barrea, Villetta Barrea e Civitella Alfedena, le cui parrocchie erano sotto la giurisdizione dell'abbazia territoriale di Montecassino; e dei comuni di Alfedena e di Castel di Sangro dalla diocesi di Trivento. Il territorio della diocesi di Valva rimase invece immutato e comprendeva i comuni nella parte settentrionale dell'odierna diocesi fino a Cocullo, Prezza e Pratola Peligna, che costituivano il limite meridionale della diocesi valvense.
Con il decreto Instantibus votis del 30 settembre 1986 la Congregazione per i Vescovi stabilì la plena unione delle diocesi di Valva e Sulmona nella nuova circoscrizione ecclesiastica di Sulmona-Valva.
Il 4 luglio 2010 la diocesi ha ospitato papa Benedetto XVI, in visita pastorale a Sulmona.

## Cronotassi dei vescovi
Si omettono i periodi di sede vacante non superiori ai 2 anni o non storicamente accertati.
- Geronzio † (menzionato nel 492/496) (vescovo di Valva)[9]
- Palladio † (menzionato nel 499) (vescovo di Sulmona)[10]
- Fortunato ? † (menzionato nel 502) (vescovo di Valva)[11]
- San Panfilo † ( circa 682 - circa 700 deceduto)
- Gradesco †[12]
- Vedeperto † (menzionato nel 772)
- Ravenno † (menzionato nell'810)
- Arnolfo † (prima dell'853 - dopo l'861)[13]
- Opitarmo † (menzionato nell'840)
- Grimoaldo † (prima del 968 - dopo il 983)[14]
- Teodolfo † (menzionato nel 1015 ?)[15]
- Transarico † (menzionato nel 1030 ?)[15]
- Suavillo † (menzionato nel 1049 ?)[15]
- Domenico, O.S.B. † (circa dicembre 1053 - 11 marzo circa 1073 deceduto)[14]
- Trasmondo, O.S.B. † (circa 1073/1074 - circa dicembre 1080 dimesso)[14]
- Giovanni I † (menzionato nel 1092)[14]
- Giovanni II, O.S.B. † (circa febbraio 1095 - 5 agosto circa 1097 deceduto)[14]
- Giovanni III † (menzionato nel 1102)[14]
- Gualterio † (circa 1104 - dopo il 1124)[14]
- Dodone (o Oddone) † (dicembre 1138 - ?)[16]
  - Giraldo † (1140 o 1143 - dopo aprile 1145 dimesso) (vescovo eletto)[17]
- Siginolfo † (1146 - 1168 deceduto)
  - Sede vacante (1168-1172)[18]
- Odorisio di Raiano † (1172 - 1193)[18]
  - P. † (1194) (vescovo eletto)[18]
- Guglielmo † (1194 - circa 1206 deceduto)[18]
  - T. † (1206) (vescovo eletto)[18]
- Oddone † (3 giugno 1206 - dopo il 1224)[18]
  - Berardo di Pescina † (1226 - 1227) (vescovo eletto)[18]
- Nicola † (1227 - 1234)[18][19]
- Giacomo I, O.Cist. † (menzionato nel 1236)[18]
  - Gualtiero di Ocre † (1247 - 1248) (vescovo eletto)[18]
  - Giacomo di Sulmona, O.F.M. † (menzionato nel 1251) (vescovo eletto)[18]
- Giacomo II, O.P. † (10 aprile 1252 - circa 1263 deceduto)[18]
- Giacomo d'Orvieto, O.P. † (6 marzo 1263 - dopo il 1273)[18]
- Egidio di Liegi, O.F.M. † (25 febbraio 1279 - 1290 dimesso)
- Guglielmo, O.S.B. † (28 agosto 1291 - ?)
  - Pietro dell'Aquila, O.S.B. † (1294 - 18 settembre 1294 dimesso) (vescovo eletto)
- Federico Raimondo de Letto † (30 marzo 1295 - 1307 deceduto)
- Landolfo I † (4 giugno 1307 - 1319 deceduto)
- Andrea Capograssi † (25 maggio 1319 - 1330 deceduto)
- Pietro di Anversa, O.F.M. † (4 maggio 1330 - 1333 deceduto)
- Nicolò Di Pietro Rainaldi † (30 ottobre 1333 - 1343 deceduto)
- Francesco di Sangro † (12 febbraio 1343 - 1348 deceduto)
- Landolfo II † (2 luglio 1348 - 1349 deceduto)
- Francesco de Silanis, O.F.M. † (17 gennaio 1350 - ? deceduto)
- Martino de Martinis † (14 aprile 1368 - ? deceduto)
  - Roberto de Illice † (18 aprile 1379 - 2 luglio 1382 nominato arcivescovo di Salerno) (antivescovo)
- Paolo de Letto † (circa 1379 - ?)
  - Nicola de Cervario, O.F.M. † (2 luglio 1382 - 4 giugno 1397 nominato vescovo di Digne) (antivescovo)
- Bartolomeo Gaspare † (1384 - ?)
- Bartolomeo Petrini † (1402 - 1419 deceduto)
- Lotto Sardi † (6 marzo 1420 - 21 maggio 1427 nominato vescovo di Spoleto)
- Benedetto Guidalotti † (21 maggio 1427 - 29 ottobre 1427 nominato vescovo di Teramo)
- Bartolomeo Vinci † (29 ottobre 1427 - dicembre 1442 deceduto)
- Francesco de Oliveto, O.S.B. † (12 agosto 1443 - 14 giugno 1447 nominato vescovo di Rapolla)
- Pietro d'Aristotile † (14 giugno 1447 - 1448 deceduto)
- Donato Bottino, O.E.S.A. † (4 settembre 1448 - 1463 deceduto)
- Bartolomeo Scala, O.P. † (3 ottobre 1463 - 1491 deceduto)
- Giovanni Melini Gagliardi † (7 novembre 1491 - 1499 deceduto)
- Giovanni Acuti † (1499 - 1512 deceduto)
  - Andrea della Valle † (1512 - 1512 dimesso) (amministratore apostolico)
- Prospero de Rusticis † (3 marzo 1512[20] - 1514 dimesso)
- Giambattista Carli † (28 luglio 1514 - 1519 dimesso)
  - Andrea della Valle † (26 ottobre 1519 - 1521 dimesso) (amministratore apostolico)
  - Alessandro Farnese † (1521 - 1521 dimesso) (amministratore apostolico)
- Cristoforo de los Rios † (18 giugno 1521 - 1523)
- Orazio della Valle † (17 luglio 1523 - 1528)
- Francesco di Lerma † (14 agosto 1528 - ?)
- Bernardo Cavalieri delle Milizie † (3 settembre 1529 - 1532 deceduto)
- Bernardino Fumarelli † (13 novembre 1532 - 5 giugno 1547 deceduto)
- Pompeo Zambeccari † (1º luglio 1547 - 8 agosto 1571 deceduto)
- Vincenzo Donzelli, O.P. † (24 settembre 1571 - 1585 deceduto)
- Francesco Caruso, O.F.M.Conv. † (13 marzo o 13 maggio 1585 - 4 settembre 1593 deceduto)
- Cesare Del Pezzo † (24 novembre 1593 - 23 aprile 1621 deceduto)
- Francesco Cavalieri † (21 luglio 1621 - 4 settembre 1637 deceduto)
- Francesco Boccapaduli † (13 settembre 1638 - 6 maggio 1647 nominato vescovo di Città di Castello)
- Alessandro Masi † (27 maggio 1647 - 12 settembre 1648 deceduto)
- Francesco Carducci † (22 marzo 1649 - 5 novembre 1654 deceduto)
- Gregorio Carducci † (14 giugno 1655 - 15 gennaio 1701 deceduto)
- Bonaventura Martinelli † (21 novembre 1701 - agosto 1715 deceduto)
- Francesco Onofrio Odierna † (4 gennaio 1717 - 17 marzo 1727 dimesso)
- Matteo Odierna, O.S.B.Oliv. † (17 marzo 1727 - 26 giugno 1738[21] deceduto)
- Pietro Antonio Corsignani † (23 luglio 1738 - 17 ottobre 1751 deceduto)
- Carlo De Ciocchis † (24 gennaio 1752 - 10 settembre 1762 dimesso[22])
- Filippo Paini † (22 novembre 1762 - 1799 deceduto)
  - Sede vacante (1799-1818)
- Felice Tiberi, C.O. † (6 aprile 1818 - 22 aprile 1829 deceduto)
- Giuseppe Maria Deletto † (27 luglio 1829 - 10 novembre 1839 deceduto)
- Mario Giuseppe Mirone † (27 aprile 1840 - 27 giugno 1853 nominato vescovo di Noto)
- Giovanni Sabatini † (27 giugno 1853 - 10 marzo 1861 deceduto)
  - Sede vacante (1861-1871)
- Tobia Patroni † (22 dicembre 1871 - 20 agosto 1906 deceduto)
- Nicola Jezzoni † (6 dicembre 1906 - 18 luglio 1936 dimesso[23])
- Luciano Marcante † (14 marzo 1937 - 29 gennaio 1972 ritirato)
- Francesco Amadio † (29 gennaio 1972 succeduto - 14 maggio 1980 nominato vescovo di Rieti)
- Salvatore Delogu † (8 gennaio 1981 - 25 maggio 1985 dimesso)
- Giuseppe Di Falco (25 maggio 1985 - 3 aprile 2007 ritirato)
- Angelo Spina (3 aprile 2007 - 14 luglio 2017 nominato arcivescovo di Ancona-Osimo)
- Michele Fusco, dal 30 novembre 2017

## Statistiche
La diocesi nel 2022 su una popolazione di 79.681 persone contava 78.842 battezzati, corrispondenti al 98,9% del totale.
| anno | popolazione | popolazione | popolazione | presbiteri | presbiteri | presbiteri | presbiteri                | diaconi | religiosi | religiosi | parrocchie |
| anno | battezzati  | totale      | %           | numero     | secolari   | regolari   | battezzati per presbitero | diaconi | uomini    | donne     | parrocchie |
| ---- | ----------- | ----------- | ----------- | ---------- | ---------- | ---------- | ------------------------- | ------- | --------- | --------- | ---------- |
| 1950 | 122.000     | 122.138     | 99,9        | 147        | 105        | 42         | 829                       |         | 16        | 112       | 62         |
| 1969 | 116.000     | 116.250     | 99,8        | 121        | 78         | 43         | 958                       |         | 48        | 177       | 57         |
| 1980 | 90.000      | 91.052      | 98,8        | 124        | 77         | 47         | 725                       |         | 52        | 177       | 78         |
| 1990 | 84.300      | 84.800      | 99,4        | 104        | 63         | 41         | 810                       |         | 47        | 133       | 76         |
| 1999 | 82.828      | 83.562      | 99,1        | 89         | 58         | 31         | 930                       |         | 34        | 133       | 76         |
| 2000 | 81.076      | 82.834      | 97,9        | 92         | 62         | 30         | 881                       | 1       | 31        | 116       | 76         |
| 2001 | 80.839      | 81.555      | 99,1        | 94         | 62         | 32         | 859                       | 1       | 33        | 116       | 76         |
| 2002 | 80.129      | 81.126      | 98,8        | 92         | 59         | 33         | 870                       | 1       | 35        | 112       | 76         |
| 2003 | 80.421      | 81.488      | 98,7        | 86         | 58         | 28         | 935                       | 1       | 31        | 114       | 76         |
| 2004 | 79.508      | 80.716      | 98,5        | 103        | 60         | 43         | 771                       | 1       | 44        | 101       | 76         |
| 2010 | 81.058      | 82.618      | 98,1        | 72         | 50         | 22         | 1.125                     | 4       | 23        | 92        | 76         |
| 2014 | 82.998      | 85.000      | 97,6        | 83         | 63         | 20         | 999                       | 4       | 21        | 94        | 76         |
| 2017 | 84.380      | 86.400      | 97,7        | 75         | 55         | 20         | 1.125                     | 8       | 23        | 87        | 76         |
| 2020 | 83.000      | 85.000      | 97,6        | 67         | 45         | 22         | 1.238                     | 8       | 23        | 90        | 76         |
| 2022 | 78.842      | 79.681      | 98,9        | 57         | 41         | 16         | 1.383                     | 8       | 19        | 82        | 76         |